# Nambiyūr
Nambiyūr är en ort i Indien.   Den ligger i distriktet Erode och delstaten Tamil Nadu, i den södra delen av landet, 1 900 km söder om huvudstaden New Delhi. Nambiyūr ligger 282 meter över havet och antalet invånare är 16 126.
Terrängen runt Nambiyūr är platt, och sluttar norrut. Runt Nambiyūr är det tätbefolkat, med 550 invånare per kvadratkilometer. Närmaste större samhälle är Gobichettipalayam, 17,0 km nordost om Nambiyūr. Trakten runt Nambiyūr består till största delen av jordbruksmark.